# Tekeli

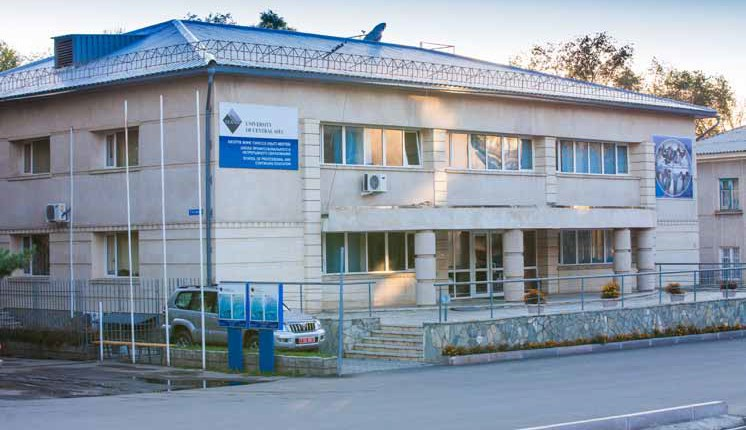
Edifici de la Universitat de l'Àsia Central

Tekeli (en kazakh, Текелі) és una vila del Kazakhstan, a la província d'Almati.

## Situació
La població, en estimació de 2014, és de 29.830 habitants.
Està situada a una altitud de 1.300 m, a només 40 km a l'est de Taldykorgan, la capital provincial. S'ubica a la confluència dels tres rius que formen el Karatal, un dels principals afluents del llac Balkhaix.

## Evolució històrica
A la dècada de 1930 es van posar en explotació les mines de plom i zinc de la zona i una fàbrica de munició. Això va conduir a la creació de la vila i a la seva prosperitat. El tancament de les explotacions, el 1996, va precipitar el declivi econòmic. La consegüent depressió provocà un flux migratori important.

## Seu universitària
Per contribuir al desenvolupament local, el 2000 es va decidir instal·lar a la vila un dels tres campus de la Universitat de l'Àsia Central (els altres dos són a Narín, al Kirguizstan, i a Khorog, al Tadjikistan).